# Antony Loewenstein
Antony Loewenstein   (Austràlia, 1974) és un periodista d'investigació i cineasta australià.

## Trajectòria
Loewenstein ha escrit per a diverses publicacions com The Guardian i The Sydney Morning Herald.
Va contribuir amb un capítol a Not Happy, John (2004), un èxit de vendes a Austràlia que va destacar el desencant creixent amb el llavors primer ministre John Howard. És coeditor amb Ahmed Moor del llibre de 2012 After Zionism: One State for Israel and Palestine, que inclou assaigs d'Omar Barghouti, John Mearsheimer, Ilan Pappé, Sara Roy i Jonathan Cook, entre d'altres.
Amb el cineasta sud-africà Naashon Zalk, Loewenstein va ser codirector d'un documental en anglès d'Al Jazeera del 2019 sobre l'abús del tramadol a Nigèria, West Africa's Opioid Crisis. També pareix al documental del 2019, This Is Not A Movie, sobre el corresponsal de The Independent a l'Orient Mitjà, Robert Fisk.
Loewenstein va ser cofundador de Independent Australian Jewish Voices (IAJV) i va guanyar el Jerusalem (Al Quds) Peace Prize 2019 pel seu treball sobre la qüestió palestina.
El 2021, va cofundar Declassified Australia amb el periodista Peter Cronau. El lloc web de notícies informa de manera crítica sobre les relacions d'Austràlia amb el món. Ell i el cineasta britànic Dan Davies van codirigir el documental d'Al Jazeera Under the Cover of Covid. El 2023 va publicar el llibre, The Palestine Laboratory: How Israel Exports The Technology Of Occupation Around The World, que va ser el llibre més venut a Nova Zelanda.

## Obra publicada
- My Israel Question: Reframing The Israel/Palestine Conflict.  Melbourne University Publishing, 1 setembre 2009. ISBN 978-0-522-85945-4.
- Profits of Doom: How vulture capitalism is swallowing the world.  Melbourne University Publishing, 1 agost 2014, p. 1–. ISBN 978-0-522-86723-7.
- The Blogging Revolution.  Jaico Publishing House, 2012. ISBN 978-81-8495-286-5.
- Profits of Doom.  Melbourne University Publishing. ISBN 9780522866827.
- Disaster Capitalism: Making a killing out of catastrophe.  London New York Verso Books, 2015. ISBN 978-1-78478-116-3.
- Pills, Powder, and Smoke: Inside the Bloody War on Drugs.  Scribe, 2019. ISBN 9781925713367.
- The Palestine Laboratory: How Israel exports the technology of occupation around the world.  Scribe, 2023. ISBN 9781922310408.